# KkStB 100
Die Dampflokomotive kkStB 100.01 war eine Gebirgsschnellzug-Schlepptenderlokomotive der k.k. Staatsbahnen Österreichs.

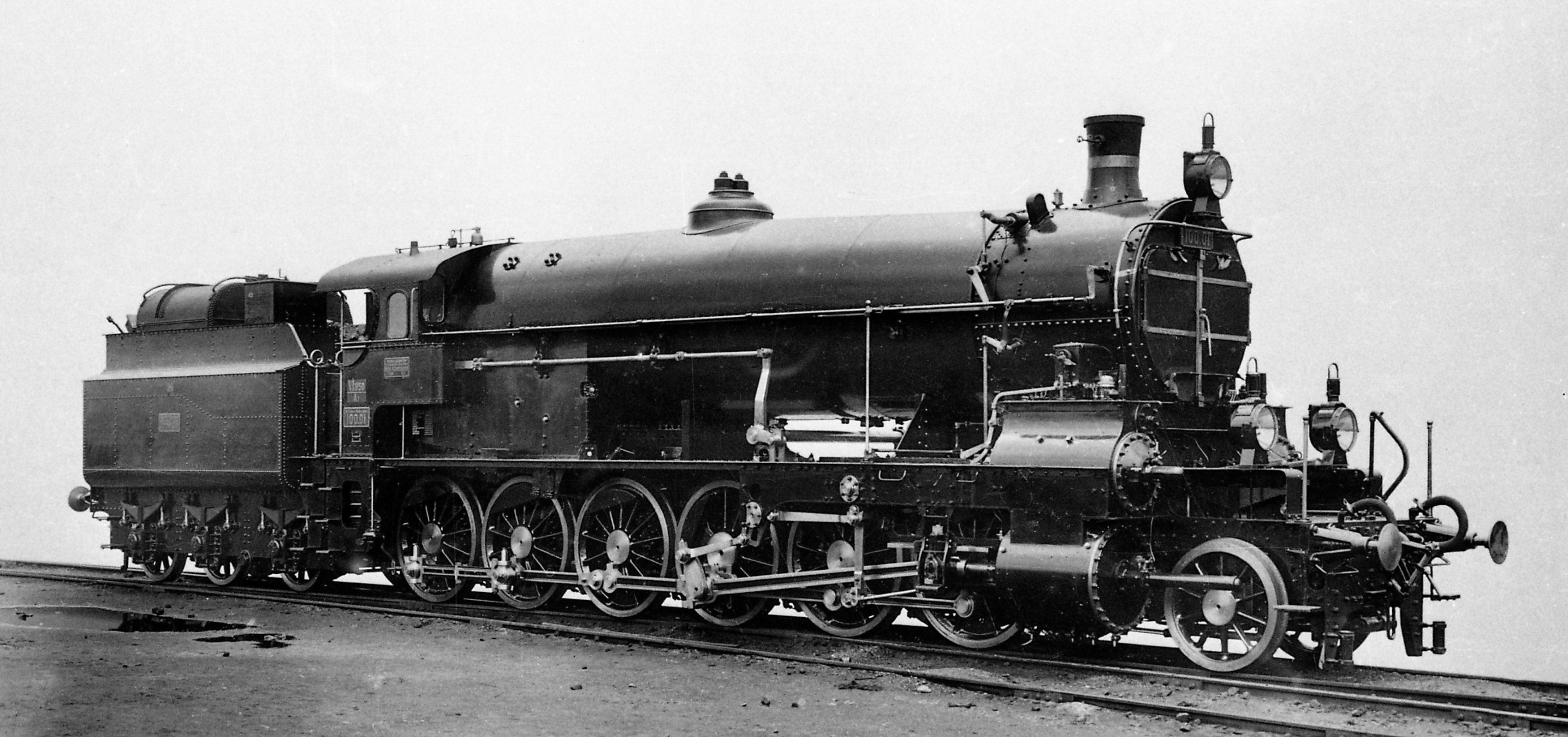
100.01 mit Öltender 156.145

Da für den wachsenden Reiseverkehr auf der 1909 eröffneten Tauernbahn selbst die Reihe 380 zu schwach war, entwarf Karl Gölsdorf eine noch stärkere Gebirgslokomotive.
Er wagte den Schritt zur ersten wirklich praxistauglichen sechsfach gekuppelten Lokomotive.
Wie schon bei den Vorgängerbauarten kkStB 170, kkStB 180, kkStB 280 und kkStB 380 nutzte er die Ideen Richard von Helmholtz’ zur seitlichen Verschiebbarkeit der Achsen, um eine geeignete leichte Kurvengängigkeit zu erreichen. Um bei der starken Verschiebbarkeit der Achsen ein Verkeilen der Kuppelstangen und die damit einhergehende Zerstörung der Lager zu verhindern, wurden zwischen den Kurbelzapfen der fünften und sechsten Kuppelachse und den zugehörigen Kuppelstangen Kardangelenke eingebaut.
Die 1911 von der Lokomotivfabrik Floridsdorf gelieferte 100.01 erfüllte die an sie gestellte Anforderungen im Betrieb mühelos.
Sie beförderte 360 t mit 40 km/h über die 28-‰-Steigungen der Tauernbahn. Wie einige Lokomotiven der Reihe 380 war auch die 100.01 mit einer Ölfeuerung ausgestattet, um die Belastungen durch Rauch in den zahlreichen Tunneln für das Lokpersonal zu reduzieren.
Die erreichte Höchstgeschwindigkeit betrug 85 km/h, die indizierte Leistung 2020 PS, womit sie 20 % stärker als die Reihe 380 war.
Nach dem Ersten Weltkrieg verblieb das Einzelstück bei der BBÖ, die es wegen ihrer Zugkraft sehr schätzte.
Allerdings machte sich der extreme Leichtbau bald negativ bemerkbar.
Das in Aussicht gestellte Elektrifizierungsprogramm verhinderte eine Nachbestellung, bei der diverse Mängel beseitigt hätten werden können.
Der Bruch eines inneren Hochdruckzylinders bedeutete 1928 schließlich das Ende dieser einmaligen Lokomotive.
Die Königlich Württembergische Staats-Eisenbahnen nahm die 100.01 als Vorbild für ihre ebenfalls sechsfach gekuppelte Württembergische K.